# Heinrich von Gyldenfeldt
Heinrich von Gyldenfeldt (* 1942 in Lübeck) ist ein ehemaliger Hochschuldozent und Kabarettist.
Heinrich von Gyldenfeldt war über 30 Jahre als Soziologiedozent an der Universität der Bundeswehr in Hamburg tätig. Er trat als Mitglied des Gesangsduettes „Heino & Mäuse“ sowie als Ulkversrezitator auf diversen Kleinkunstbühnen im Norden auf und wirkte unter anderem in der im NDR ausgestrahlten Eigenproduktion des Schmidt Theater „Pension Schmidt“ mit.
Von Gyldenfeldts Gedichtwerk „Verse von der Brechstange“ erschien in mehreren Auflagen und erlangte große Resonanz, beispielhaft durch die Veröffentlichung einzelner Gedichte in Robert Gernhardts Lyrik-Anthologie Hell und Schnell sowie über die im WDR ausgestrahlte Sendung Was liest du? von und mit Jürgen von der Lippe.
Heinrich von Gyldenfeldt lebt in Hamburg.